# بنت كراوس
بنت كراوس (بالألمانية: Bente Kraus)‏ هي متزلجة ألمانية، ولدت في 21 فبراير 1989 في برلين في ألمانيا.

## وصلات خارجية
- الموقع الرسمي
- بنت كراوس على موقع SpeedSkatingBase.eu (الإنجليزية)
- بنت كراوس على موقع SpeedSkatingNews.info (الإنجليزية)
- بنت كراوس على موقع SpeedSkatingStats.com (الإنجليزية)
- بنت كراوس على موقع اللجنة الأولمبية الدولية (الإنجليزية)
- بنت كراوس على موقع أوليمبيديا (الإنجليزية)
- بنت كراوس على موقع اللجنة الأولمبية الألمانية (الألمانية)